# I'll Never Love This Way Again
I'll Never Love This Way Again é uma canção interpretada pela cantora Dionne Warwick.
Marie Dionne Warwick, (East Orange, Nova Jersey, 12 de dezembrode 1940 ) É prima em segundo grau da cantora Whitney Houston.
Esta canção foi originalmente gravada em 1979 para o seu álbum Dionne. Foi regravada em 1999 pela cantora Regine Velsquez ; em 2012 foi regravada pela cantora brasileira-britânica Jesuton para a trilha sonora da novela "Salve Jorge" e para o seu primeiro EP Because You Loved Me. A canção se tornou muito conhecida pelo YouTube e se tornou uma das mais pedidas. Dionne elogiou a cantora por ter regravado a canção e ela disse "Ela tem uma voz boa, perfeita, a canção ficou linda na versão dela (Jesuton)". E em 2016 foi regravada por [[Gary Valenciano]]

## Clipe
O clipe da canção foi gravado em 2013 nas ruas onde Jesuton se apresentava quando chegou ao Brasil e também conta a história de sua vida desde Londres até o Rio de Janeiro.

## Presença em "Os Gigantes Internacional"
A canção, na versão de Dionne, foi incluída na trilha sonora internacional da novela "Os Gigantes", exibida pela TV Globo entre 1979/1980. Na trama de Lauro Cesar Muniz, a canção foi tema dos personagens Fernando e Vânia, interpretados por Tarcisio Meira e Joana Fomm

## Faixas
| Edição padrão  |                                  |                |                |         |  |
| N.º            | Título                           | Compositor(es) | Produtor(es)   | Duração |  |
| 1.             | "I'll Never Love This Way Again" | Dionne Warwick |                | 3:40    |  |
| Duração total: | Duração total:                   | Duração total: | Duração total: | 47:29   |  |